# عبد العزيز نصاري
عبد العزيز نصاري (مواليد 2 مايو 1998) هو لاعب كرة قدم إيراني، يلعب في مركز الظهير الأيسر مع النادي العربي الكويتي. وسبق أن لعب في نادي القادسية ونادي التضامن.

## مسيرته مع الأندية

### القادسية

#### 2019-2024
بدأ نصاري مسيرته الرياضية لاعب كرة قدم صالات في نادي القادسية الكويتي، ثم انضم إلى فريق كرة القدم عام 2018م، واستمر مع القادسية حتى فسخ عقده في يوليو عام 2025. وفاز مع القادسية بكأس أمير الكويت وكأس الاتحاد الكويتي.

### التضامن

#### 2024-2025
أعير إلى نادي التضامن في يونيو 2024م لمدة 6 أشهر، ثم لموسم كامل في 2024 - 2025م.

### العربي

#### 20 يوليو 2025 - إلى الآن
في 20 يوليو 2025م أعلن نادي العربي توقيعه مع نصاري في صفقة انتقال حر، بعد انتهاء عقده مع نادي القادسية الكويتي.

## الإنجازات

### القادسية
- 2022 - 2023: كأس الاتحاد الكويتي.
- 2023: كأس زين «البطولة التنشيطية».[9][10]
- 2023 - 2024: كأس أمير الكويت.

### إنجازات فردية
- لاعب الشهر في الدوري الكويتي الممتاز (أبريل 2018).